# Gwendoline (groupe)
Gwendoline est un groupe de cold wave, originaire de Rennes, en Ille-et-Vilaine. Formé en 2015, il est composé de Pierre Barrett et Mickaël Olivette. Le groupe se réclame de la shlag wave, avec des textes sur la société désenchantée, comprenant auto-dérision et fatalisme. 
Le groupe sort un premier album en 2017, Après c'est gobelet, qui rencontre son public au début des années 2020, puis sort un deuxième album en 2024.

## Historique
Pierre Barrett et Mickaël Olivette, vingtenaires encore étudiants, se rencontrent à Rennes dans les années 2010. Tous les deux essayent de se faire connaître dans la musique via des groupes de rock dans divers tremplins de musique de la scène rennaise, notamment via leur groupe précédent, Constance,. Sans résultat, Mickaël devient surveillant tandis que Pierre est cuisinier,. Après cette série d'échecs, les deux amis se réunissent un été pour écrire plusieurs textes au bar Le Terminus qu'ils fréquentent régulièrement. Résultat de deux semaines d'écriture, ils publient une série de neuf morceaux sur la plate-forme Bandcamp, qui forme en 2017 un album Après c'est gobelet !, qu'ils sortent sans prétention, comme étant un « disque écrit d’abord pour quelques potes »,,.
Au moment de publier cet album sur Bandcamp, le duo doit choisir un nom. Ils prennent le nom de Gwendoline, en référence à une fille qui martyrisait Pierre Barrett à l'école : 

« On n'avait pas d'idées. Et puis j'ai repensé à Gwendoline, une fille qui me martyrisait à l'école. Et mes parents voulaient donner ce prénom à ma sœur. J'ai milité pour qu'ils lui en donnent un autre. Et notre groupe d'avant s'appelait Constance... on s'est dit qu'on allait prendre un prénom dégueulasse vu qu'on trouvait que le projet était un peu dégueulasse et voilà... »

— Pierre Barrett

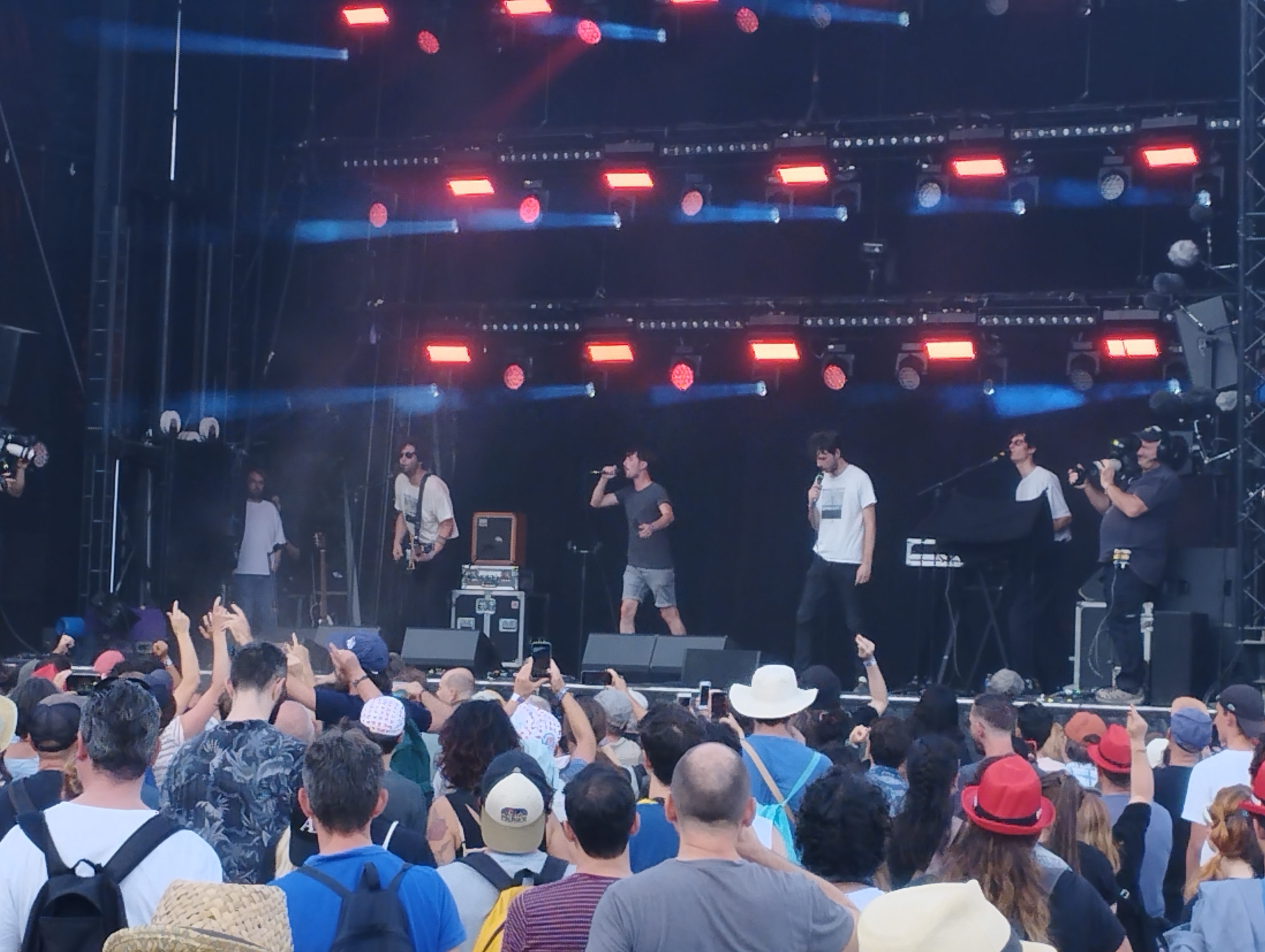
Gwendoline à Rock en Seine en 2022

Resté confidentiel, ce premier album connaît le succès à partir de 2020, après la pandémie de Covid-19 : « nous l'avons fait avant le Covid, ça n’avait aucune résonance. Quand le Covid est passé, j'ai l'impression que ça a pris une autre signification pour les gens ». L'album est alors édité par le label espagnol Dead Wax Records. Le groupe commence à faire des concerts au festival Astropolis à Brest, la première partie de Feu! Chatterton à Lorient et les Rencontres trans musicales de Rennes en 2021,. En 2022, le groupe effectue une tournée d'été. En janvier 2022 le disque est remasterisé et bénéficie d'une nouvelle réédition et le groupe enchaîne une nouvelle tournée d'une soixantaine de dates dont quelques dates en dehors de France,. En fin d'année 2022, ils sortent un nouvel EP Sans contact avec trois titres inédits composés lors des deux années écoulées,.
Début 2023, Gwendoline s'isole à Lampaul-Plouarzel pour démarrer de nouvelles compositions, souhaitant se laisser le temps malgré l'attente du public désormais présente. Ils recherchent « l’équilibre entre un ton grinçant et l’humour glauque », avec un album moins potache sans perdre la plume incisive des paroles du premier album. Après un mois de travail « catastrophique », le groupe déménage à Brest pour finaliser son nouvel album durant l'été, en enregistrant chez eux,. Début 2024, le groupe sort ce deuxième album C'est à moi ça sous le label Born Bad Records puis enchaîne par une tournée promotion lors du printemps,.
En juin 2025, le groupe publie avec l'aide d'une association de Brest le projet musical Pach & Ker, un album musical réalisé avec quatorze résidents en situation de handicap du Finistère.

## Style musical
Le groupe se proclame du style unique de la shlag wave, dérivé du terme de l'argot shlag pour désigner quelque chose de sale et nul. Les mélodies aux sonorités cold wave se composent principalement d'une ligne de synthétiseur accompagné d'une guitare. Les textes, parlé-chanté, sont fatalistes, contenant du sarcasme et de l'auto-dérision sur le monde dans lequel vit le groupe. Sans se revendiquer comme un groupe engagé, les paroles font état de la société actuelle tout en narrant les déboires des membres du groupe, se qualifiant de « loosers »,,. Le groupe revendique un côté « je-m’en-foutisme plutôt par dépit ».

## Membres
- Pierre Barrett
- Mickaël Olivette

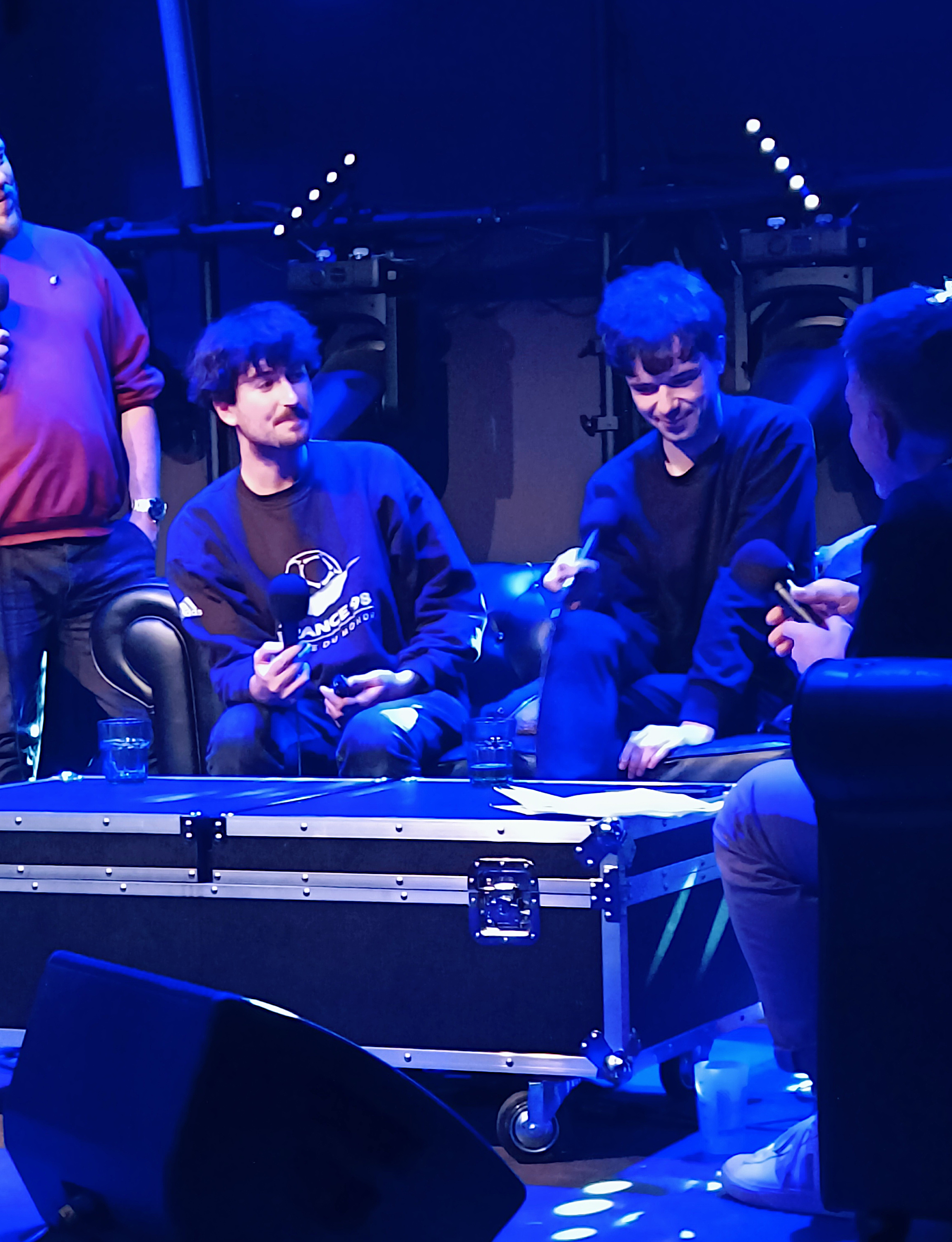
Pierre Barrett et Mickaël Olivette en 2024

- Romain Rival (clavier en concert)
- Jean-Philippe Jacq (guitariste en concert)